# 16e brigade d'infanterie (Empire allemand)
Pour les articles homonymes, voir 16e brigade.
La 16e brigade d'infanterie est une grande unité de l'armée prussienne.

## Histoire
La 16e brigade d'infanterie est créée à Erfurt le 4 mai 1852, l'ancienne 16e brigade d'infanterie ayant reçu la dénomination de 31e brigade d'infanterie. Elle est basée à Erfurt jusqu'en 1895, date à laquelle l'unité est transférée à Torgau et fait partie de la 8e division d'infanterie basée à Erfurt, et rattachée au 4e corps d'armée à Magdebourg.

### Composition
1852 à 1859
- 32e régiment d'infanterie
- 32e régiment de Landwehr[2]

1860 à 1861
- 32e régiment d'infanterie
- 72e régiment d'infanterie (de)
- 32e régiment de Landwehr

1862 à 1866
- 36e régiment de fusiliers
- 72e régiment d'infanterie (de)
- 32e régiment de Landwehr

1867
- 72e régiment d'infanterie (de)
- 86e régiment de fusiliers (de)
- 32e régiment de Landwehr

1868 à 1869
- 72e régiment d'infanterie (de)
- 86e régiment de fusiliers (de)
- 96e régiment d'infanterie
- 72e régiment de Landwehr
- 96e régiment de Landwehr

1871 à 1888
- Comme auparavant, sans le 86e régiment de fusiliers (de)

1889 à 1897
- Comme avant, sans régiments de Landwehr

1897 à 1899
- 36e régiment de fusiliers
- 72e régiment d'infanterie (de)

1899 jusqu'à la mobilisation en 1914
- 72e régiment d'infanterie (de)
- 153e régiment d'infanterie
- Du 17 septembre 1916 au 2 octobre 1916, la brigade comprend le 165e régiment d'infanterie.

Composition de guerre le 31 octobre 1918
- 72e régiment d'infanterie (de)
- 93e régiment d'infanterie
- 153e régiment d'infanterie
- 5e escadron du 10e régiment de hussards (de)

### Guerre franco-prussienne de 1870/1871
Lors de la guerre franco-prussienne, la brigade participe à la bataille de Wissembourg au sein de la 8e division d'infanterie,.

### Première Guerre mondiale
Avec la mobilisation d'août 1914, la brigade doit constituer le 16e bataillon de remplacement de la brigade et fait partie de la 8e division d'infanterie déployée exclusivement sur le front occidental.

### Commandants de brigade
| Nom                                  | Date                                           |
| ------------------------------------ | ---------------------------------------------- |
| August von Schoeler (de)             | 4 mai 1852 au 6 mai 1857                       |
| Karl Schenck zu Schweinsberg (de)    | 7 mai 1857 au 21 mai 1858                      |
| Heinrich von Plonski                 | 22 mai 1858 au 2 juin 1858                     |
| Karl August von Fallois (de)         | 3 juin 1858 au 4 mars 1863                     |
| Karl Heinrich von der Goltz          | 5 mars 1863 au 8 janvier 1864                  |
| Leopold von Stuckrad                 | 9 janvier 1864 au 7 mai 1866                   |
| Christoph von Schmidt                | 8 mai 1866 au 17 juillet 1870                  |
| Karl von Scheffler                   | 18 juillet 1870 au 17 mai 1876                 |
| Ernst von der Burg                   | 18 mai 1876 au 2 février 1880                  |
| Richard von Loewe (de)               | 3 février 1880 au 10 novembre 1884             |
| Timon von Rauchhaupt (de)            | 11 novembre 1884 au 10 mars 1886               |
| Eberhard von Mantey (de)             | 11 mars 1886 au 18 août 1888                   |
| Karl von Briesen (de)                | 19 août 1888 au 28 juillet 1890                |
| Hartmann von Hagen (de)              | 29 juillet 1890 au 17 octobre 1891             |
| Heinrich von Versen                  | 18 octobre 1891 au 22 mars 1893                |
| Raimund von Caprivi                  | 23 mars 1893 au 17 avril 1896                  |
| Cecil von Renthe-Finck (de)          | 18 avril 1896 au 24 mars 1899                  |
| Walter von Gersdorff (de)            | 25 mars 1899 au 26 janvier 1902                |
| Lothar von Trotha                    | 27 janvier 1902 au 16 février 1903             |
| Edmund von Falkenstein (de)          | 17 février 1903 au 17 octobre 1904             |
| Adolf von Oven                       | 18 octobre 1904 au 18 décembre 1907            |
| Ernst von Pressentin                 | 19 décembre 1907 au 19 mars 1911               |
| Heinrich von Vietinghoff gen. Scheel | 20 mars 1911 au 17 avril 1913                  |
| Thaddäus von Jarotzky                | 18 avril 1913 au 19 août 1914                  |
| Ernest II de Saxe-Altenbourg         | 20 août 1914 au 29 août 1914                   |
| Thaddäus von Jarotzky                | 30 août 1914 au 6 octobre 1914                 |
| Ernest II de Saxe-Altenbourg         | 7 octobre 1914 au 19 mars 1915                 |
| Fritz von Zehmen (de)                | 20 mars 1915 au 16 septembre 1915              |
| Hans Hugo von Oertzen                | 17 septembre 1915 au 9 octobre 1916            |
| Wilhelm Zwenger                      | 12 janvier 1916 à octobre 1917                 |
| Aribert d'Anhalt                     | Octobre 1917 au 25 mars 1918                   |
| Bernhard Bronsart von Schellendorff  | 26 mars 1918 au 24 avril 1918                  |
| Ulrich Back                          | 25 avril 1918 au 28 juin 1919 (démobilisation) |